# ОШ „Доситеј Обрадовић” Црквена Водица
Основна школа „Доситеј Обрадовић” је образовна установа која функционише у образовном систему Републике Србије. Седиште школе се налази у Црквеној Водици у општини Обилић на Косову и Метохји.

## Историја
Паралелно са образовањем у Обилићу, развијало се школство и у околним селима. Црквена Водица, село надомак Обилића, поседовало је школу од 1931. године, али се настава у Црквеној Водици одвијала и раније, још од 1924. године, у приватним кућама мештана. Настава се у Црквеној Водици одвијала у кући Стојка Столића, а затим у кући Јована Марковића. Први ђаци из овог села који су наставили школовање у приштинској гимназији били су Боривоје Митровић, Спира Милошевић, Павле Столић и Павле Ђорђевић. Године 1928. почела је градња школске зграде, а завршена је 1931. Основну школу у Црквеној Водици похађали су ђаци из села Доброг Села, Лесковчића, Аде, Горњи Грабовац и засеока Јанине Воде.
Школа је тада радила као истурено одељење основне школе „19 Новембар“ са седиштем на Руднику. Рудник је насеље формирано као радничка колонија за запослене раднике рудника и електране. У селу се одвијала настава на српском језику у нижим разредима од првог до четвртог, а виши разреди, односно ученици од петог до осмог разреда су похађали наставу у матичној школи на Руднику. Рудник је у то време био центар свих културно-уметничких дешавања. Ту је постојао први биоскоп, извођене прве позоришне представе, прво шеталиште или како су га тада називали корзо. Ту су углавном биле настањене породице које су биле радно ангажоване у термоелектрани. Сва ова дешавања су се од 1960. године, полако пребацивала у Обилићу.
Основна школа „19 Новембар“ на Руднику је тада бројала више од 1000 ученика. Већину ученика су чинили ученици албанске националности. Ученици српске националности су били ученици из села Црквена Водица и Јанина Вода. При школи „19 Новембар“ поред истуреног одељења из Црквене Водице, постојала су и истурена одељења из села Лесковчић и Сибовац. У то време школа је територијално припадала општини Приштина.
Почетком 90-их просветни радници и ђаци албанске националности напуштају школу и образовни систем Републике Србије и оснивају паралелне основне школе које ће радити изван закона тадашње Републике Србије. У том периоду је и формирана општина Обилић, тако да је школа територијално припала истоименој општини.
Тих година школа почиње самостално да обавља образовно-васпитну делатност, одваја се од матичне основне школе „19 Новембар“ на Руднику и добија назив „Доситеј Обрадовић“. Дан школе је 8 новембра.
Од 1990. до 1999. године настава се одвијала у две смене, због недостатка просторија. У првој смени наставу похађају ученици од петог до осмог разреда, а у другој смени ученици од првог до четвртог разреда. Тада је школа имала 4 учионице, зборницу, канцеларију директора школе, а у приземљу зграда је имала две велике просторије.
Након рата на Косову и Метохији, школа постаје мултиетничка. Договором представника међународне заједнице, мештана села и директора школа (српског и албанског), договорено је да деца српске националности похађају наставу у првој смени, односно од 7.30 до 12.30 часова, а у другој смени ученици албанске националности, односно од 13.00 часова. Тада је договорено да на зидовима школе нема никаквих симбола и обележја од обеју страна. Од тога дана школа у селу Црквена Водица има два назива, у првој смени се зове „Доситеј Обрадовић“ и функционише у образовном систему Републике Србије, а у другој смени ради основна школа „Фазљи Грајчевци“ (алб. Shkolla fillore „Fazli Grajçevci”) која функционише под ингиренцијама самопроглашених косовских органа власти. Због недостатка просторија, у једном периоду након 1999. године, привремено су оспособљене две учионице у приземљу зграде, и тада је школа имала шест учионица, тако да је за потребе наставе на српском језику то било довољно, јер су поседована два комбинована одељења у нижим разредима, и четири у вишим. Током 2000. и 2001. године, припадници норвешког батаљона КФОР-а, саградили су још један објекат уз већ постојећу школу, и добијене су још четири уционице и два мокра чвора. Добијен је већи објекат и просторије за кабинет информатике, просторије у приземљу зграде за одлагање и чување администрације, а једна учионица је на располагању групи за припремно предшколски програм који постоји при школи.